# Сивиљијано (Удине)
Сивиљијано (фурл. Siviàn, Сивјан) је насеље у Италији у округу Удине, региону Фурланија-Јулијска крајина.
Према процени из 2011. у насељу је живело 155 становника. Насеље се налази на надморској висини од 10 м.